# Mount Rhamnus
Mount Rhamnus är ett berg i Antarktis. Det ligger i Västantarktis. Argentina, Chile och Storbritannien gör anspråk på området. Toppen på Mount Rhamnus är 865 meter över havet, eller 617 meter över den omgivande terrängen. Bredden vid basen är 6,8 km.
Terrängen runt Mount Rhamnus är varierad. Havet är nära Mount Rhamnus åt sydost. Trakten är glest befolkad. Närmaste befolkade plats är San Martín Station, 12,7 kilometer nordväst om Mount Rhamnus.